# Bratstvo
Bratstvo (russisk: Братство) er en russisk spillefilm fra 2019 af Pavel Lungin.

## Medvirkende
- Vitalij Kisjjenko
- Kirill Pirogov som Nikolaj Dmitrijevitj
- Fjodor Lavrov som Volodja
- Vjatsjeslav Sjikhalejev som Aleksandr Vasiljev
- Paviz Pulodi som Madzjed